# 孙忠焕
孙忠焕（1948年—），杭州市政协主席。浙江余姚人，经济师，中央党校在职研究生学历。

## 生平
1969年2月至1974年2月，为中国人民解放军5170部队战士。1972年1月，加入中国共产党。
1974年2月至1978年10月，任金华市汤溪齿轮机床厂金工车间班长兼党支部书记。1978年10月至1983年12月，先后担任汤溪齿轮机床厂副厂长、党委副书记和厂长。1982年4月至1983年2月，在浙江省委党校干部培训班进修。1983年12月至1985年10月，任兰溪县（兰溪市）县委副书记、县长。1985年9月至1987年7月，在浙江省委党校培训班学习。1987年7月至1989年11月，担任金华市工商局党组书记、局长。1989年11月至1993年3月，担任永康县（永康市）县委书记。
1993年3月至1994年9月，任浙江省工商局党组成员、副局长。1994年9月至1995年4月，任浙江省工商局党组副书记、副局长。1995年4月至1996年8月，任浙江省工商局党组书记、局长。
1996年8月至2000年5月，任中共台州市委书记。1997年2月至1998年7月，在杭州大学（今浙江大学西溪）研究生课程班经济管理专业学习。2000年5月至2002年1月，任台州市委书记、市人大主任。
1998年9月至2001年7月，在中央党校研究生班经济管理专业学习。2002年1月至2003年2月，任浙江省经济贸易委员会党委书记、主任。2003年2月至2004年4月，先后担任浙江省人民政府党组成员、秘书长、办公厅党组书记。
2004年4月至2005年1月，先后担任中共杭州市委副书记、杭州市人民政府副市长、代市长。2005年2月至2007年4月，任杭州市委副书记、市长。
2007年4月起，任杭州市政协主席。2008年，当选第十一届全国政协委员，代表特别邀请人士，分入第五十八组。